# Mia Krisna Pratiwi
Mia Krisna Pratiwi (geb. 19. Juni 1994) ist eine indonesische Wirtschaftsingenieurin und Umweltschützerin. Im Jahr 2021 führte die BBC sie als eine der 100 Women, eine Liste bedeutender Frauen des Jahres.

## Leben und Wirkensie
Pratiwi besuchte das Bandung Institute of Technology und arbeitet bei der Umweltbehörde der Stadt Denpasar. Sie entwickelte eine Computeranwendung zur Verbesserung der Sammlung, der Verarbeitung und des Recyclings von Siedlungsabfällen auf der Insel Bali. Es wird von der NGO Griya Luhu verwaltet und bezieht die lokale Gemeinschaft mit ein.
Im Oktober 2021 war sie Mitglied der Jury des Sustainable Teenpreneur Competition.